# Le Petit Blue du matin

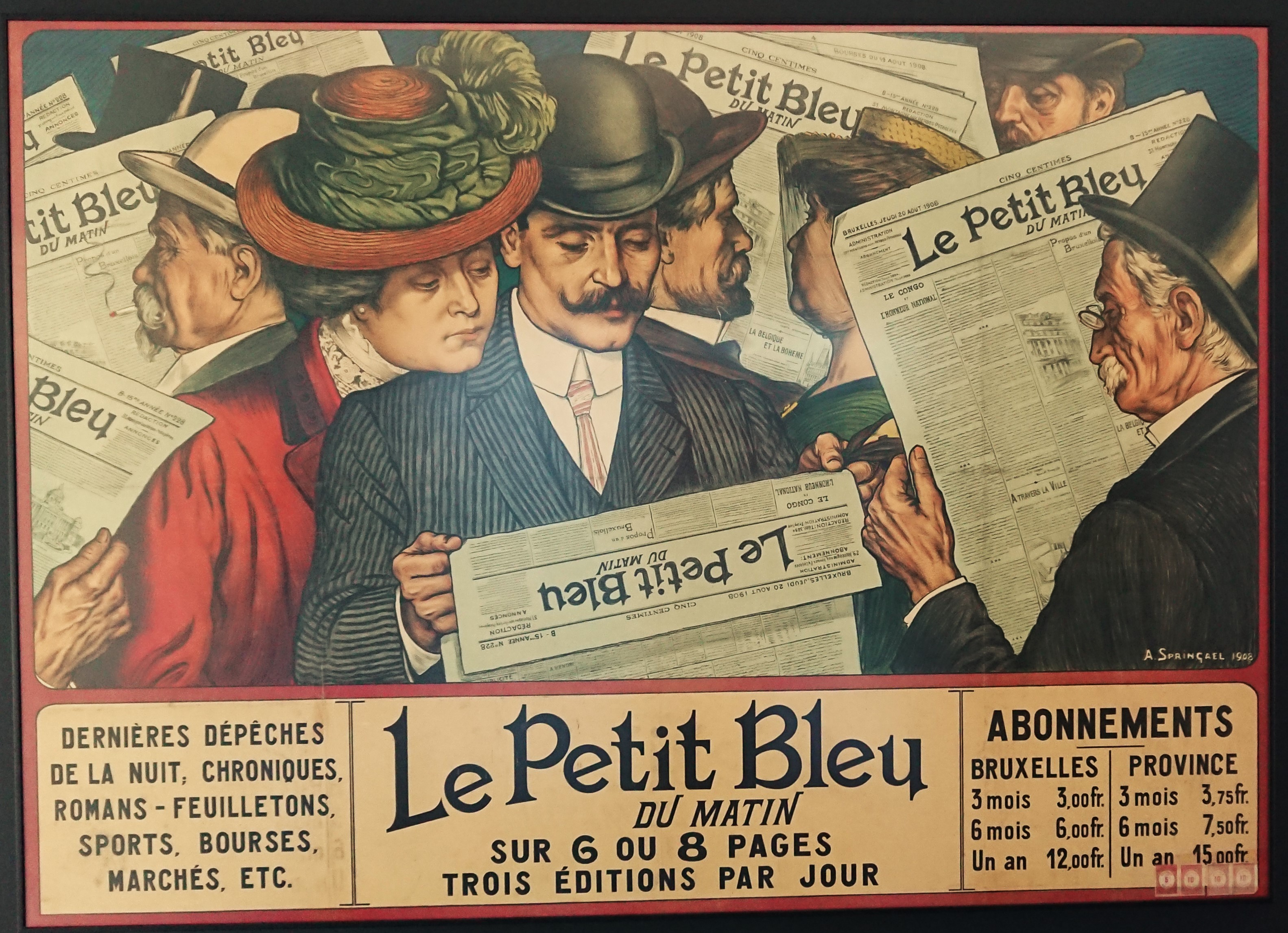
Le Petit Bleu Du Matin, affiche publicitaire, août 1908 (140x100cm) - tirée à 80 exemplaires (Antoine Springael, Bruxelles 1871-1928) - collection privée

Le Petit Blue du matin was een Belgische Franstalige liberale krant.

## Historiek
De krant werd opgericht te Brussel in 1893 door Gérard Harry in de schoot van L'Indépendance Belge. Het was de eerste Belgische geïllustreerde krant, geïnspireerd door de Britse krant The Illustrated London News. De redactie en de administratie van de krant werd gevestigd naast L'Indépendance Belge in de Zandstraat te Brussel. Ze werd gedrukt op blauw papier, de kleur van de Liberale Partij.
In 1898 veranderde L'Indépendance Belge van eigenaars, wat leidde tot de splitsing van de groep. Léon Bérardi, de enige aandeelhouder, was korte tijd daarvoor overleden. Zijn zoon Gaston, directeur van deze krant, besloot het tijdschrift van de hand te doen. Hierdoor kwam ze in handen van een Frans-Belgische groep. Gérard Harry, die vervolgens ontslag nam, stelde hierover dat zij de kranten enkel hadden gekocht als instrument om pacifistische propaganda te maken. Harry werd opgevolgd door Charles Tardieu. 
Vervolgens werd Le Petit Blue het jaar daarop teruggekocht door Gérard Harry met steun van onder meer Charles Lemaire. De redactie werd vervolgens gevestigd in de Warmoesberg, eveneens te Brussel. Het tijdschrift krijgt vervolgens navolging te Parijs, alwaar op 4 augustus 1898 het weekblad Petit Blue de Paris werd opgericht door Amerikaan Gordon Bennett.
Tijdens de Boerenoorlogen koos de krant de kant van de Boeren en sprak Harry zijn steun uit voor de Afrikaner-beweging, in tegenstelling tot de neutraliteit van de Belgische regering in dit conflict. Vanaf 1900 kreeg Le Petit Blue het financieel moeilijk, maar door de uitgifte van 50 obligaties kon de krant het hoofd boven water houden. In september 1904 accepteerde Harry vervolgens een subsidie van het "Bureau de la presse de l'État Indépendant du Congo" van 18 maandelijkse betalingen van vijfhonderd frank, een financiering die niet op enthousiasme werd onthaald door het Belgisch parlement. Ook Lemaire is ontstemd en verkocht - evenals Robert de Rongé - zijn aandelen en verliet de raad van bestuur.
In 1910 werd de krant verkocht aan Georges Marquet, deze gebruikt Le Petit Blue in het belang van zijn onderneming en bracht hierdoor het tijdschrift in diskrediet. Harry verliet vervolgens de krant en werd opgevolgd door Auguste Vierset. De laatste editie verscheen in 1919.

## Bekende (ex-) medewerkers
- Elise Beeckman
- G. Freddy
- Gérard Harry

- Camille Huysmans
- Adolphe Max

- Léopold Pels
- Charles Tardieu

## Historisch document
- Le Petit Blue (10 december 1894); Stadsarchief Aalst
- Le Petit Blue (1914); Het Archief (VIAA)